# Plan d'épargne en actions
Pour les articles homonymes, voir PEA.
Le plan d'épargne en actions (PEA) est une forme de compte-titres de droit français qui bénéficie de certains avantages fiscaux pour les résidents français : les revenus et les plus-values réalisés sur ce compte sont sous certaines conditions - notamment de durée de détention - faiblement imposés.
Le PEA est créé en 1992 afin d'encourager l'investissement en bourse des particuliers, notoirement bas en France.
Fin 2023, 6 986 282 PEA sont ouverts pour un encours moyen de 16 128 €, représentant une valorisation totale de 112,674 milliards d'euros.
Malgré ses avantages fiscaux, les détenteurs de PEA doivent depuis 2012 s'acquitter de la Taxe sur les transactions financières (TTF) lors de l'achat de certaines actions.

## Admissibilité
Toute personne majeure domiciliée fiscalement en France métropolitaine ou dans un département d'outre-mer, à l'exclusion des territoires d'outre-mer, peut ouvrir un PEA auprès d'une banque ou d'un courtier, à condition qu’elle soit majeure. Les enfants majeurs étant encore rattachés au foyer fiscal de leurs parents peuvent en détenir un depuis le 26 juin 2019 plafonné à 20 000 € de versements jusqu'à leur détachement fiscal (c'est ce qu'on appelle le PEA Jeunes). 
Les personnes soumises à une imposition commune ne peuvent être titulaire que d'un PEA par conjoint ou par partenaire de PACS. L'ouverture d'un PEA en compte indivis ou compte joint est impossible et est interdite : le PEA est un compte mono-titulaire.

## Utilisation, composition et contraintes
Le PEA fonctionne fondamentalement comme un compte-titres habituel, avec certaines contraintes de versements et de retraits pour bénéficier de sa fiscalité spécifique.
Un PEA contient d'une part un compte-titre et d'autre part un compte-espèce (débité lors des achats de titres et crédités lors de ventes, versements de dividendes, etc.).
Le montant total des versements d'espèces sur un PEA ne peut excéder un certain plafond (150 000 € depuis le 1er janvier 2014). Les dividendes et autres fruits du capital n'entrent pas dans le décompte de ce plafond ; de fait le solde du PEA peut dépasser 150 000 €. En revanche il n'existe aucun minimum de souscription fixé par le code monétaire et financier.
Le versement ne peut concerner que des espèces : il est impossible de transférer des titres dans un PEA. En revanche, une fois ouvert, il est possible de transférer son PEA d'une banque à l'autre avec les titres qu'il contient.
À noter l'apparition, depuis le 1er janvier 2014, d'un autre type de plan d'épargne en actions : le PEA-PME. Il est destiné au financement des petites et moyennes entreprises et des entreprises de taille intermédiaires (PME-ETI), son plafond de versements s'élève à 225 000 €. Une même personne peut détenir un PEA et un PEA-PME, à condition que l'ensemble des versements sur les deux produits ne dépasse pas 225 000 €.

### Titres éligibles
Le PEA peut accueillir toutes sortes de titres : actions, OPCVM (que ce soit une Société d'investissement à capital variable (SICAV) ou un Fonds commun de placement (FCP), l'actif doit être investi au moins à 75 % en titres éligibles), Fonds indiciel (trackers) investis en actions éligibles.
Les actions éligibles au PEA sont celles des entreprises françaises ou ayant leur siège dans Union européenne ainsi que la Norvège, l'Islande et le Liechtenstein (depuis 2011), et soumises à l'impôt sur les sociétés (IS).
Bien qu'il se présente comme un compte-titre classique, le PEA ne permet pas d'investir à découvert (via l'usage du service de règlement différé) ou dans des options, MATIF, produits dérivés (warrants), sauf par l'intermédiaire de Fonds indiciel (trackers) dont l'objectif affiché est la réplication opposée des variations du cours de l'actif ou de l'indice en levier 1 ou 2 (exemples: CL4, BX4, PLMI, etc.).
Depuis le 1er janvier 2002 il est par contre possible d'investir — dans le cadre du PEA — en fonds commun de placement (FCP), et en fonds commun de placement dans l'innovation (FCPI). Les contribuables ne peuvent cependant pas faire valoir les avantages fiscaux (réduction d'impôt sur le revenu ou d'impôt de solidarité sur la fortune (ISF)) des FCPI souscrits dans un PEA.

### Retraits
Les retraits partiels après cinq ans n'entraînent pas la clôture du plan.
Le retrait total ou partiel avant cinq ans entraîne la clôture du plan, sauf dans les cas suivants :
- Reprise ou création d'entreprise
- Licenciement, invalidité ou mise à la retraite anticipée du titulaire ou de son époux ou partenaire de Pacs
- Retrait du plan des titres de sociétés en liquidation

Il est donc conseillé de garder un PEA au moins cinq ans même si ce n'est pas une obligation.
C'est la date d'ouverture du PEA, et non la date d'achat de titres, qui est prise en compte pour l’exonération des plus-values. Il est donc conseillé d'ouvrir un PEA le plus tôt possible afin de "prendre date" sur le plan fiscal.
Le PEA est un des rares produits pour lequel on applique le système des "taux historiques". Le taux des prélèvements sociaux taxé est celui applicable au moment où les gains ont été réalisés, et non pas au moment du retrait.

### Cas particuliers
Rien n'interdit d'acquérir ou de conserver des titres non cotés au sein d'un PEA, que ce soit volontairement (acquisition de titres d'une société non cotée) ou involontairement (à la suite du retrait de la cote). En revanche cette situation peut donner lieu à des frais supplémentaires ou à une taxation spécifique (les dividendes supérieurs à 10 % de la valeur d'inscription d'un titre sont réintégrés dans le calcul de l'impôt sur le revenu).
Certains trackers éligibles au PEA permettent de reproduire la performance d'indices étrangers a priori non éligibles, par l'usage d'options (swaps) : l'actif physique de ces trackers respecte bel et bien les règles du PEA, mais le gestionnaire "échange" la performance de ce portefeuille avec celle d'un indice composé de titres non éligibles.
Les actions des sociétés d'investissement immobilier cotées (SIIC) ne sont plus éligibles au PEA depuis 2011, car les SIIC sont exonérées d'impôts sur les sociétés par leur statut. Il est cependant à noter que les actions de SIIC acquises antérieurement à 2011 peuvent être conservées au sein d'un PEA.
Si un titre devient non éligible au PEA (par exemple le titre Lafarge à la suite de la fusion avec Holcim), le titulaire peut les en extraire s'il procède à un versement d'espèces pour compenser leur valeur.

## Avantages pour le détenteur
L'avantage premier du PEA est l'attrait fiscal qu'il procure, et c'est ce qui le différencie d'un compte-titre ordinaire. Un investisseur, dans le cadre d'un compte-titre ordinaire, verra ses plus-values imposées au taux marginal d'imposition après un abattement pour durée de détention de 50 % après deux ans et 65 % après huit ans (Loi de Finance 2014). Dans le cadre du PEA l'investisseur capitalisera ses plus-values en totale franchise d'impôts à condition qu'il respecte la détention minimum de cinq ans du PEA. Seules les cotisations sociales seront dues en cas de retrait de fonds du PEA. De plus, les dividendes versés dans le cadre du PEA sont eux aussi exonérés d'impôt (contre un abattement fixe de 40 % dans le cadre d'un compte-titre).
Le PEA procure également un avantage de simplicité : en cas de retrait, c'est la part de produit contenue dans le retrait, calculé par la banque, qui est prise en compte pour les prélèvements sociaux et éventuellement l'imposition sur le revenu, alors que dans le cadre d'un compte-titre ordinaire le contribuable peut être amené à effectuer des calculs de plus-values, des reports de moins-values, etc.
Le PEA permet à l'épargnant de bénéficier de la progression des cours boursiers et des dividendes en contrepartie des risques propres à ce type de placements, dans un cadre fiscal favorable. C'est une alternative ou un complément aux placements d'épargne sécurisés (fonds en euros d'assurance-vie, livrets réglementés). C'est essentiellement un outil de diversification des placements.
Au terme de la cinquième année, les plus-values réalisées et les revenus ne sont soumis qu'aux prélèvements sociaux (Contribution sociale généralisée (CSG), Contribution pour le remboursement de la dette sociale (CRDS), Revenu de solidarité active (RSA)[Quoi ?], etc., soit 17,2 % depuis le 1er janvier 2018), et les retraits n'entraînent plus la clôture du plan (sauf retrait total).
Après cinq ans, il est toujours possible de continuer à faire des versements tant que leur plafond total n'est pas atteint.
| La fiscalité du PEA | La fiscalité du PEA                             | La fiscalité du PEA |
| Retrait du PEA      | Conséquences du retrait sur la situation du PEA | Conséquence fiscale du retrait |
| ------------------- | ----------------------------------------------- | --- |
| Avant cinq ans      | Clôture obligatoire                             | Taxation des gains à 12,8 % + prélèvement sociaux (les prélèvements sociaux sont calculés au jour de la réalisation du gain) |
| Après cinq ans      | Aucune                                          | Prélèvement sociaux uniquement (calculés au jour de la réalisation du gain) Exception : les revenus (dividendes) des titres non cotés sont soumis à l'impôt sur le revenu, avec une exonération annuelle à hauteur de 10% de la valeur de ces titres |

Le PEA devient donc fort intéressant pour le contribuable enregistrant des plus-values, puisque dans le cadre d'un compte-titre ces plus-values seraient imposées, et ce dès le premier euro. Sous réserve de respecter les durées de détention, le PEA peut donc permettre de défiscaliser des sommes importantes.

## Risques à prendre en compte par l'épargnant
L'utilisation d'un PEA implique l'investissement sur les marchés boursiers, avec pour conséquences :
- un risque sur le capital investi, les marchés boursiers étant généralement volatiles à la hausse comme à la baisse, avec un risque accru lors des crises boursières, mais aussi des espoirs de gains importants en période de forte hausse (période 2003-2007) ou à long terme[13].
- l'hypothèse qu'un besoin de connaissances important et la nécessité de consacrer du temps en recherche et en suivi sont requis de la part de l'épargnant.

Ces deux facteurs poussent un certain nombre d'épargnants à investir majoritairement dans des OPCVM éligibles au PEA, gérés par des professionnels de la finance de marché, ou bien à déléguer tout ou partie de la gestion de leur portefeuille à des sociétés de gestion spécialisée (type de gestion couramment proposée par les établissements financiers) plutôt que d'acheter des actions ou OPCVM en direct. Bien que le risque soit ainsi dilué ou bien délégué à quelqu'un ayant le temps et la connaissance pour gérer le portefeuille, ce n'est en aucun cas la garantie d'un gain sur les marchés boursiers.

## PEA assurance
En sus du PEA bancaire décrit ci-dessus, qui fonctionne comme un compte-titre et permet l'acquisition de titres, il existe également le PEA assurance dont le fonctionnement est proche de celui de l'assurance-vie multisupports et des contrats de capitalisation. Le PEA assurance est ouvert auprès d'un assureur. Il ne permet que la souscription de parts d'OPCVM éligibles au PEA (dont le choix est limité par l'assureur), sous la forme d'unités de compte. Les plafonds de versements et les conséquences des retraits sont les mêmes que pour le PEA bancaire. La limite d'un seul PEA s'applique également : une même personne ne peut détenir qu'un PEA assurance ou un PEA bancaire mais pas les deux. Le transfert d'un PEA d'une banque vers un assureur est possible.
L'avantage du PEA assurance consiste en la possibilité d'aliéner le capital pour obtenir le versement d'une rente viagère de la part de l'assureur, totalement défiscalisée. Il s'agit d'une solution très intéressante pour les épargnants qui cherchent à constituer un complément de retraite. En revanche, le capital aliéné n'est pas récupérable.
Le PEA assurance constitue également un avantage en termes d'ISF : sa valeur prise en compte pour le calcul de l'ISF est le total des versements, les plus-values réalisées sur les unités de compte sont donc exclues du calcul.
Si le fonctionnement du PEA assurance ressemble à l'assurance-vie, il n'en partage pas du tout la fiscalité : en cas de décès, il est inclus dans la succession.